# LATAM Airlines Group

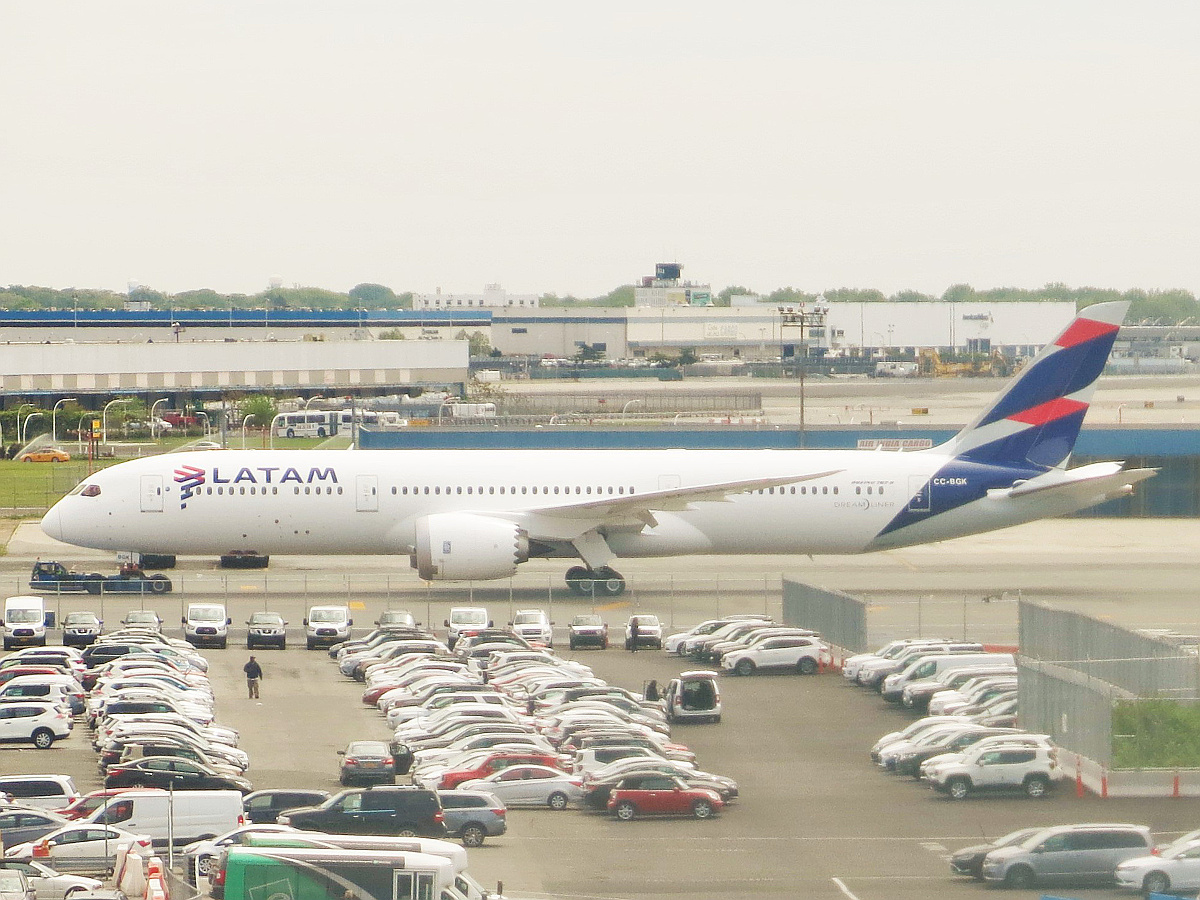
Boeing 787-9 Dreamliner registrace CC-BGK již v barvách LATAM Airlines Group (původně LAN Chile), květen 2016

LATAM Airlines Group S.A. je skupina leteckých společností z Jižní Ameriky se sídlem v chilském Santiagu. Název pochází ze smíšení dvou názvu LAN a TAM.

## Historie
Tato skupina spojila brazilskou leteckou společnost TAM Airlines a chilskou LAN Airlines. Společnosti podepsaly v roce 2010 nezávaznou smlouvu, závazná se uzavřela až 19. ledna 2011. V roce 2012 byla založena společnost LATAM Airlines Group.
Od roku 2018 došlo k postupnému spojování značek TAM a LAN, včetně spojení letecké sítě a nátěru letadel.
V roce 2019 koupila ve společnosti LATAM 20 % podíl americká společnost Delta Air Lines. LATAM zároveň skončil partnerství s American Airlines a opustil alianci Oneworld.
Skupina LATAM 17. června 2020 oznámila ukončení provozu své argentinské dceřiné společnosti LATAM Argentina.